# Mobile Suit Z Gundam: AEUG vs. Titans
Mobile Suit Z Gundam: AEUG vs. Titans (機動戦士Ζガンダム エゥーゴvs.ティターンズ) est un jeu vidéo de tir au pistolet développé par Capcom et édité par Bandai en 2003 sur System 246, puis porté sur PlayStation 2. C'est l'adaptation en jeu vidéo de la série en arcade basée sur l'anime Mobile Suit Gundam ; il est plus précisément basée sur la deuxième série intitulée Mobile Suit Zeta Gundam,.

## Portage
PlayStation 2